# Pangea

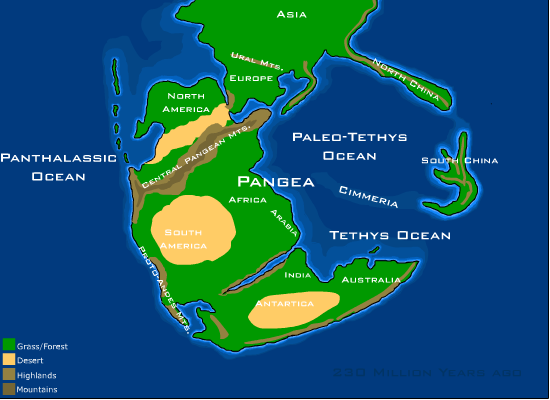
Geografia superkontynentu Pangei w triasie

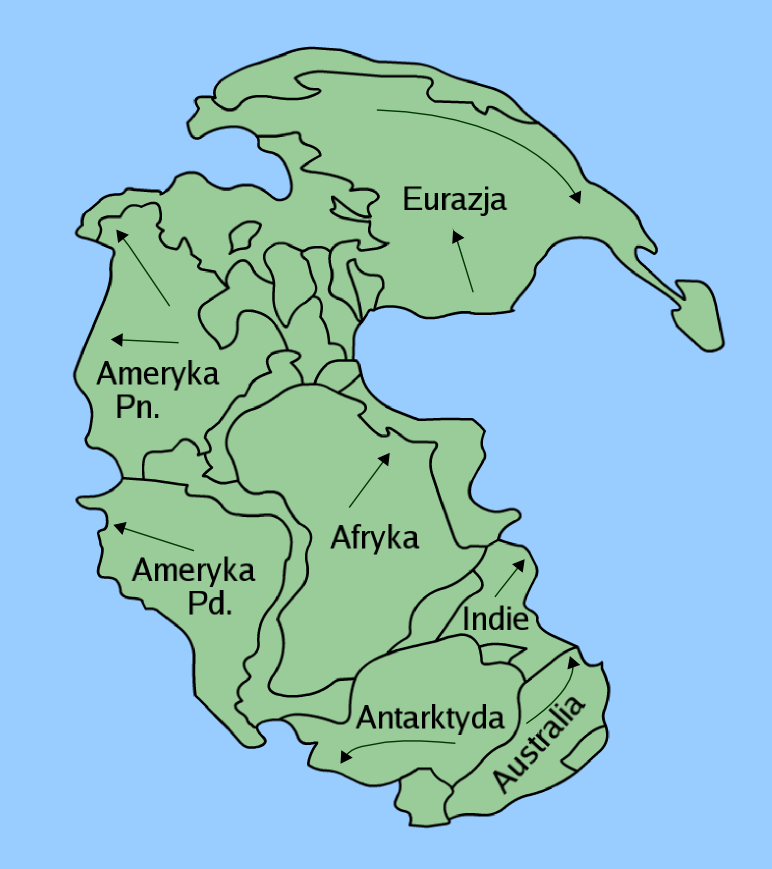
Kierunki ruchu kontynentów podczas rozpadu Pangei

Podział Pangei

Pangea (gr. Pangea – Wszechziemia) – superkontynent istniejący na Ziemi w okresie pomiędzy 300 a 180 milionów lat temu. Pangea nie była pierwszym superkontynentem w dziejach Ziemi, ale jest z nich niewątpliwie najbardziej znanym.

## Powstanie i rozpad
Pangea uformowała się w karbonie, na skutek zamknięcia się paleozoicznego oceanu Reik i kolizji kontynentu Laurosji z południowym superkontynentem Gondwany. Towarzyszyło temu intensywne wypiętrzanie się gór zwane orogenezą hercyńską, które utworzyło masywne pasmo hercynidów w centrum powstałego lądu. Pangeę otaczał pokrywający całą półkulę Ziemi "wszechocean" Panthalassa, a od wschodu rozcinał ją mniejszy zbiornik oceaniczny – Ocean Tetydy.
W okresie jurajskim rozerwanie się Pangei na dwie części – północną Laurazję, oraz południową, odtworzoną Gondwanę, spowodowało powstanie centralnego Oceanu Atlantyckiego. Te lądy uległy dalszemu podziałowi, tworząc dzisiejsze oblicze Ziemi z jej siedmioma kontynentami. Pangea ostatecznie rozpadła się w okresie kredy.